# Екатеринославка (Тюльганский район)
Екатериносла́вка — село в Тюльганском районе Оренбургской области. Административный центр Екатеринославского сельсовета.

## География
Село находится на расстоянии примерно 9 км (по прямой) к юго-западу от посёлка Тюльган, административного центра района.

### Часовой пояс
Село Екатеринославка, как и вся Оренбургская область, находится в часовой зоне МСК+2. Смещение применяемого времени относительно UTC составляет +5:00.

## История
Село основано в 1886 году переселенцами с Украины из Таврической, Киевской и Екатеринославской губерний. Первоначальное название села – Аничкино (по фамилии помещика, который проиграл землю, где находится село, в карты).

## Население
| 2010 |
| ---- |
| 436  |

### Национальный состав
Согласно результатам переписи 2002 года, в национальной структуре населения русские составляли 72 % из 514 чел.

## Известные уроженцы
- Петренко, Василий Алексеевич (1907—1984) — советский военачальник, генерал-майор.